# Európai muflon
Az európai muflon (Ovis aries musimon) az emlősök (Mammalia) osztályának párosujjú patások (Artiodactyla) rendjébe, ezen belül a tülkösszarvúak (Bovidae) családjába és a kecskeformák (Caprinae) alcsaládjába tartozó muflon (Ovis aries) egyik alfaja.

## Előfordulása
Földközi-tengeri szigetek közül Szardínián, Korzikán, Szicílián és Cipruson, ezeken kívül Anatóliában, Örményországban, Irakban, Iránban, Grúziában és Azerbajdzsánban őshonos. Közép- és Dél-Európába Korzikáról telepítették be. Magyarországra először 1868-ban hoztak be a frankfurti és a brüsszeli állatkertekből a Nyitra megyei Gímesre. Innen került később a mai Magyarország területére 1901-ben, Füzérradványba. Napjainkban a telepítéseknek köszönhetően a Kárpát-medence minden középhegységi területén előfordul.

## Megjelenése
A hímet kosnak, a nőstényt az első bárányozásig jerkének, utána anyajuhnak, szaporulatát báránynak nevezik. Teste barna, a hasa, a lába térdtől lefele, a hullató körüli tükör, az arc és a fül fehér. A kosok hátán fekete csík húzódik, és a hát két oldalán fehéres folt, ún. nyereg figyelhető meg. A kosok tömege 40-45 kg, a juhoké 30-35 kg. A kosok hátrafelé ívelő szarvat viselnek, amely fokozatosan növekszik, oldalra és körben csavarodik. A nőstény egyedek 5-10%-a is viselhet szarvat. Hangja a birkafélékre jellemző bégetés, a kosoknál hallható mély morgás is, veszély eseté pedig éles füttyel riasztanak.

## Életmódja
Nagyon sokféle élőhelytípusba betelepítették. Természetes előfordulását az éghajlat, a domborzat, a tengerszint feletti magasság és a vegetáció határozza meg. Nagyon fontos tényező a csapadék, különösen a hó mennyisége. Kedvező számára a 800 milliméternél kevesebb csapadék és 50-nél kevesebb hóval borított nap. Középhegységi előfordulása az optimális, 1000 méteres magasságig. Nyáron a magasabb, télen a hó nagyságától függően az alacsonyabb magasságokat választja. Télen szívesebben tartózkodik a hegyek melegebb déli lejtőin. Az olyan idősebb erdőállományokat kedveli, ahol könnyen tud legelni és a kilátás is megfelelő.

### Táplálkozása
Táplálékának zömét fűfélék teszik ki. Más táplálékot csak akkor vesz fel, ha nem talál füveket. Bendője arányban kisebb mint a szarvasféléknél, így azoknál többet kérődzik.

## Szaporodása
A kosok 1,5-2,5, a juhok 1,5 éves koruktól ivarérettek, de a kosok csak 4-5 éves koruktól vesznek részt a szaporodásban.
A párzási időszak október közepétől december végéig tart. A kosok szaglásuk segítségével keresik fel az üzekedő juhokat. A rivális kosokkal gyakran megküzdenek. Párzás után a kos elhagyja a juhot, és újabb párzásra kész juhot keres. A vemhesség ideje 21-22 hét, az ellés március vége és május eleje között történik. Rendszerint egy, ritka esetben két bárány jön világra, melyek születés után azonnal követik anyjukat.

## Vadgazdálkodás
Európa szerte stabil állományú faj, védelemre csak eredeti élőhelyein, Szardínián és Korzikán vannak előírások. Vadászati szempontból értékes faj, trófeája a kosok fejét díszítő, folyamatosan növekvő tülkös szarv, az ún. csiga. Magyarországon szeptember elsejétől kezdődik a muflonvadászat. Kemény, magas hótakaróval borított teleken rászorul a segítségre. Ezt a vadászoktól kapja kiegészítő takarmányozás, esetleg hóekézés formájában.

## Képek

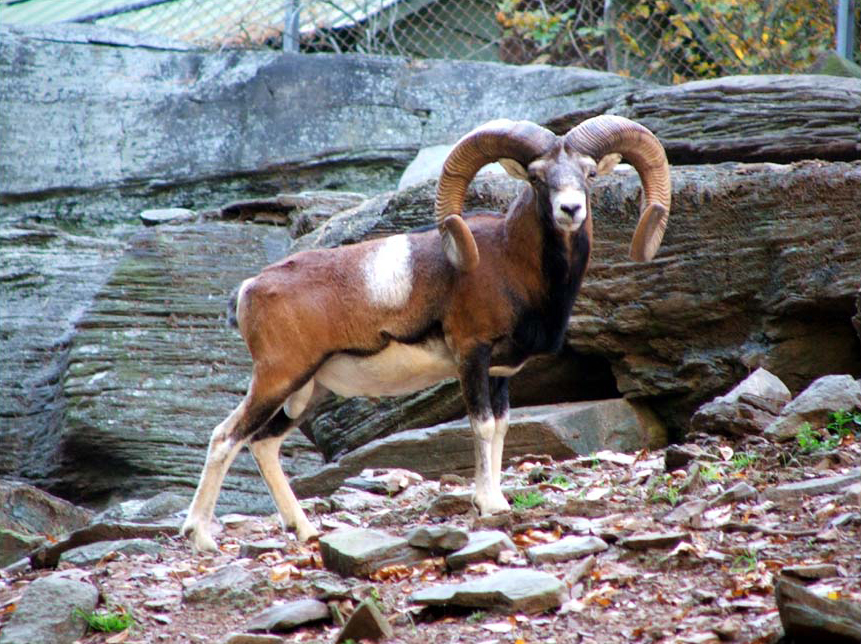
Muflon
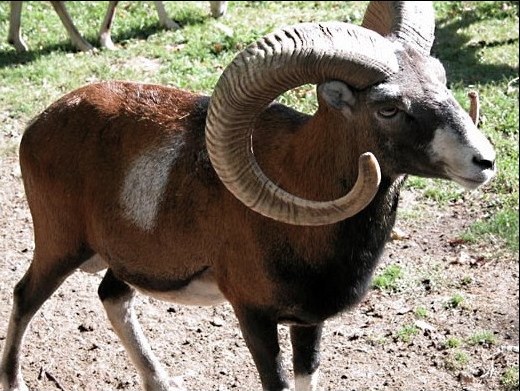
kosok